# Kebonagung (Mejayan)
Kebonagung is een bestuurslaag in het regentschap Madiun van de provincie Oost-Java, Indonesië. Kebonagung telt 3511 inwoners (volkstelling 2010).